# 怒劍狂花
《怒劍狂花》為古龍掛名，丁情創作的作品。1985年7、10月萬盛出版。這個書名事實上也是1963年《情人箭》的初名（連載於小說世界），而處女作《蒼穹神劍》的盜版本（香港大美）亦名《怒劍狂花》。
本書主要參考《圓月彎刀》和《邊城浪子》，白天羽背景參考了圓月彎刀的主角丁鵬，名字借用了邊城浪子的主角傅紅雪和葉開之父。
但實情本書和兩編有重大衝突的，如果按邊城浪子與圓月彎刀原著故事中，圓月彎刀的時代在邊城浪子後近百年，主角丁鵬的武功魔教神刀斬，可能是從邊城浪子的傅紅雪經丁鵬的外父傳承了神刀堂的白家刀法。而在圓月彎刀在三少爺的劍後約二十年， 但三少爺的劍主角謝曉峰卻在怒劍狂花同時代人物。
即變成了白天羽時間旅行到百多年後篡代了自己曾徒孫丁鵬的角色，但改為用劍配合書題。
而在後部故事中把其他不同背景的古龍作品，如《英雄無淚》、《大人物》、《陸小鳳》等作品的情節除名字外一字未改的抄襲拼湊，引發非議。

## 主要人物
- 白天羽：
- 任飄伶：
- 謝小玉：
- 花藏花：

## 次要人物
- 謝曉峰：
- 皇甫擎天：
- 戴思：
- 花語人：
- 慕容公主：

## 小說目錄
- 序言：雪地裡的恨
- 第一部　花燦爛，人有情

1. 大典前夕
2. 最窮的殺手
3. 雨的洗禮
4. 好請客的白先生
5. 淚痕、春雨
6. 瘦瘦的面
7. 「左右再見」
8. 三少爺的女兒
9. 劍中的彎彎刀光
10. 一夕成名
11. 夠味的女人

- 第二部　兒需成名，酒須醉

1. 沒有交手的決鬥
2. 空地上的破攤子
3. 棺材裡的死人
4. 左手臂上的菊花
5. 第三者
6. 神劍山莊的奇遇
7. 女人的年齡
8. 名字叫「和尚」的女人
9. 神劍山莊的藏劍居

- 第三部　浪子的無奈

1. 三少爺和他的劍
2. 雨中的花朵
3. 女人的本錢
4. 花的無語
5. 蝙蝠之戰
6. 尼姑庵裡的和尚
7. 是誰殺了心無師太
8. 不好玩的陰謀
9. 樹木的悲哀

- 第四部　往事如煙

1. 又見公主
2. 海洋深處的地方
3. 多麼平凡的一聲
4. 劍的雙鋒
5. 四月初四

- 第五部　真相

1. 天堂、地獄
2. 又見洞天
3. 最後的賭本

## 改編成電台電視電影廣播劇
怒劍狂花（其實本劇與小說故事除人名引用外，情節完全無關）
首播：1985年7月6日  
出品：（臺灣）中國電視公司（中視CTV）  
製片人：張　玲  
策劃：周　麟、李金城  
編劇：獨孤紅  
集數：30集  
主题曲：怒劍狂花　曲：顧嘉煇　詞：盧國沾 主唱：麥潔文
演員:  （藍字都是當時中視知名演員喔）
張　玲飾　 花藏花  
田　鵬飾 　殷鴻飛　　  
周　麟飾 　戴　天  
汪　禹飾 　白衣少年  
尹小曼飾 　花舞語
喬  宏飾   皇甫擎天

## 外部連結
- 侠义古龙论坛  （页面存档备份，存于）（简体中文）